# Hydra viridissima
Hydra viridissima es una especie de hidrozoo de la familia Hydridae, ampliamente distribuida en zonas templadas norteñas. Es un organismo común tanto en aguas en la temprana primavera como de otoños tardíos. El verde característico viene de células del algas unicelulares Chlorella, dentro (literalmente) de las células de la gastrodermis. En consecuencia, tienen menos predadores que las especies de hidra aposimbióticas.
Es muy comúnmente hallada fijada a los tallos de plantas acuáticas y en hojas de Lemnaceae. Cuando se las molesta, se retraen en una pequeña pelota verde fácilmente visible. H. viridissima en cautiverio tiende a congregarse cerca de la luz. Cuando se alimentan tienen sus tentáculos extendidos.